# Rioolrat (achtbaan)
Rioolrat is een overdekte achtbaan in het Nederlandse attractiepark Avonturenpark Hellendoorn.

## Geschiedenis
Rioolrat werd geopend in 1996 naar ontwerp van de Nederlandse achtbaanbouwer Vekoma. Het is een custom achtbaan van het type Junior Coaster. Er werd gevraagd een achtbaan te ontwerpen die paste in het bestaande gebouw van de eerdere achtbaan Rioolrat die gebouwd was door Zierer.

## Thema
Zoals de naam impliceert is de achtbaan gethematiseerd in een riool- en rattenthema. De wachtrij bestaat uit twee delen: een klassieke buitenwachtrij, maar ook een doorloopwachtrij binnen als een soort van voorshow op het thema van de achtbaan.
De rit zelf heeft weinig met het thema te maken. Sinds 2019 worden tijdens het beklimmen van de lift groene lasers geprojecteerd op het plafond en is bij de trimbrakes een sterrentunnel aangebracht. Verder wordt de rit enkele keren onderbroken door een lichtflits en / of geluidseffect, en loopt de achtbaan tegen het einde via een tunnel een kort stukje buiten het gebouw.
Voor het Heksendoorn seizoen van 2010 werd als extra aankleding op enkele meters voor het naar buiten gaan een metrostation uit hout gebouwd. De bijbehorende verlichting werd voor seizoen 2011 uitgeschakeld en het metrostation bleef zodoende gehuld in schaduw, totdat het na 2018 werd verwijderd tijdens de vernieuwingswerkzaamheden.
Afbeeldingen
 · Lijst van attracties